# Liubov Sheremeta
Liubov Sheremeta (Leópolis, Ucrania, 17 de enero de 1980) es una gimnasta artística ucraniana, medallista de bronce mundial en 1996 en la prueba de suelo.

## 1996
En el Mundial de celebrado en San Juan (Puerto Rico) gana el bronce en el ejercicio de suelo, tras la china Kui Yuanyuan (oro), la rumana Gina Gogean (plata) y empatada con la medalla de bronce con otra rumana Lavinia Miloşovici.